# Liste der Wegekreuze und Bildstöcke im Bonner Ortsteil Holzlar
Die folgende Liste enthält die Wege-, Grabkreuze und Bildstöcke, die auf dem Gebiet des Bonner Ortsteils Holzlar im Stadtbezirk Beuel nachgewiesen sind.
| Bild           | Bezeichnung                   | Lage                                           | Beschreibung | Inschrift | Bauzeit            | Denkmalnummer |
| -------------- | ----------------------------- | ---------------------------------------------- | --- | --- | ------------------ | ------------- |
| weitere Bilder |                               | Gielgenstraße/Buschgarten Karte                | Das steinerne Grabkreuz wurde 1738 errichtet und steht heute an der Ecke Gielgenstraße und der Straße Buschgarten. | [Rückseite:] ANNO / 1738 DEN / 12 DECEMBER / STARB DIE ER / SAME FRAV B / GERTTRUT / NOLTEN GG                                     | 1738               |               |
| weitere Bilder |                               | Gielgenstraße/Am Wolfsbach Karte               | Das Wegekreuz wurde 1896 errichtet und steht heute in einem Privatgarten an der Ecke Gielgenstraße und der Straße Am Wolfsbach. | Errichtet zu Ehren des bittren Leiden u. Sterben unseres Heilandes Jesus Christus                                                  | 1896               |               |
| weitere Bilder |                               | Gielgenstraße 17 Karte                         | Das Grabkreuz steht an der Gielgenstraße 17 am Ende der Hauseinfahrt zum hinteren Haus. | |                    |               |
| weitere Bilder |                               | Gielgenstraße 18 Karte                         | Das Grabkreuz aus dem Jahr 1740 steht an der Gielgenstraße 18 an einer Grundstückseinfahrt. | | 1740               |               |
| weitere Bilder |                               | Hauptstraße/Primelweg Karte: heutiger Standort | Die Grabkreuze wurden zwischen 1658 und 1808 an der Ecke Hauptstraße und Primelweg errichtet; sie stehen heute auf dem evangelischen Friedhof in Holzlar. | | 1658–1808          |               |
| weitere Bilder |                               | Hauptstraße/Am Weinstock Karte                 | Bei dem Wegekreuz in Grabdenkmal-Form handelt es sich um ein Kriegerehrenmal. Es stand bis etwa 2017 an der Ecke Hauptstraße und Am Weinstock (abgebaut wegen Wohnhausbau). Das Kreuz wurde 2019 entfernt und das Ehrenmal auf den Holzlarer Friedhof verlegt. | |                    |               |
| weitere Bilder | Boomskröks                    | Christ-König-Straße 15 Karte                   | Das Boomskröks genannte Wegekreuz war einst eins der sieben (später acht) Kreuze der Holzlarer Fußfälle. Es wurde 1816 an der Ecke Hauptstraße und Mühlenweg errichtet. Das Kreuz wurde mehrfach umgesetzt und stand zuletzt an der Ecke Heideweg und Hauptstraße, dort wurde es bei einem Verkehrsunfall schwer zerstört. Die Überreste wurden durch die Holzlarer Junggesellen geborgen und der Kirche übergeben. | | 1816               | A 3230        |
| weitere Bilder | Erdkugelkreuz                 | Müldorfer Straße / Holzlarer Bach Karte        | Erdkugelkreuz (Holzkreuz von Wilhelm Zinzius), Müldorfer Straße / Mühlenbach, eingeweiht 27. November 1994, Ersatz für das nicht mehr bestehende Fußfallkreuz „op de burbank“ (dessen Standort war Ecke Müldorfer Straße / Finkenweg). | Herr stärke in uns die Bereitschaft füreinander da zu sein / Holzlar 1994                                                          | 1994               |               |
| weitere Bilder | Et Licherz Kröks              | Hauptstraße/Paul-Langen-Straße Karte           | Das Et Licherz Kröks genannte Wegekreuz war einst eins der sieben (später acht) Kreuze der Holzlarer Fußfälle. Das erste Kreuz mit diesem Namen wurde 1600 errichtet. Das heutige Kreuz aus dem Jahr 1930 steht an der Ecke Hauptstraße und Paul-Langen-Straße, am Siebenwegekreuz-Platz, gestiftet von Pfarrer Heinrich Marten anlässlich seines 50-jährigen Priesterjubiläums .                                   | CHRISTUS UNSER FRIEDE Et Licherz Kröks Holzlarer Fußfälle 1600-1930-1981                                                           | 1600               |               |
|                | Arche-Noah-Kreuz              | Paul-Langen-Straße 7 Karte                     | Holzkreuz, Arche-Noah-Kreuz (Wilhelm Zinzius), eingeweiht 18. September 1994 anlässlich der 600-Jahr-Feiern Holzlars, Ersatz für das nicht mehr bestehende Fußfallkreuz „Et Petesch-kröks“ | Laß und behutsam umgehen mit allem was Du uns anvertraut hast / 600 Jahre Holzlar 1994                                             | 1994               |               |
| weitere Bilder | Paul-Langen-Kreuz             | Paul-Langen-Straße/Am Weinstock Karte          | Das hölzerne Wegekreuz von Wilhelm Zinzius steht an der Ecke Paul-Langen-Straße und Am Weinstock, gestiftet von Hiltigund Langen zur Erinnerung an ihren Vater Paul Langen, Lehrer in Holzlar, von der Gestapo am 17. Dezember 1943 verhaftet, am 16. März 1945 im Zuchthaus Siegburg gestorben. Ersatz für das Ende des 19. Jh. untergegangene Fußfallkreuz „Et Härlings-kröks“.                                   | KEINE MACHT DIESER WELT MVSS ICH FVERCHTEN                                                                                         |                    |               |
| weitere Bilder | Oikumenekreuz                 | Holzlarer Straße/Paul-Langen-Straße Karte      | Das hölzerne Wegekreuz von Wilhelm Zinzius steht an der Ecke Paul-Langen-Straße und Holzlarer Straße. Ersatz für das nicht mehr bestehende Fußfallkreuz „Et rude kröks'che“ | OIKUMENE / Laß uns unterwegs sein zu dir unser Leben lang; Christen in Holzlar im Jahre 1994                                       | 1994               |               |
| weitere Bilder | Et kröks op dem Konrads Gaden | Paul-Langen-Straße/Primelweg Karte             | Das 1722 errichtete hölzerne Wegekreuz (eins der sieben Fußfallkreuze) steht heute an der Ecke Paul-Langen-Straße und Primelweg. Es wurde 1961 erneuert. | IM VORVEBERGEHEN SPRICH O HERR JESVS CHRIST DER DV AM CREVZ GESTORBEN BIST BIST VNS SVENDERN GNAEDIG AMEN ANNO 1722; Ernevert 1961 | 1722 / 1961        |               |
| weitere Bilder | Et kröks op dem Halfesgaden   | Heideweg/Paul-Langen-Straße Karte              | Das Wegekreuz (achtes, zusätzliches Fußfallkreuz), ein ehemaliges Grabkreuz, wurde nach 1736 in der zweiten Hälfte des 18. Jahrhunderts errichtet und steht heute an der Paul-Langen-Straße Ecke Heideweg. Rekonstruktion des durch Verkehrsunfall beschädigten, nicht restaurierbaren Kreuzes durch Markus Sandner, wiedererrichtet im Juli 2017                                                                   | 1733 WILHELM BECKER 1736 GIRDRAVT PVSCH GEWESEN ELEVT A M G Z EHRE GIRDRAVT SCHMITZ WTM R 1842 DEN 21 ABRIL                        | 1733 / 1736 / 2017 | A 3144        |
| weitere Bilder |                               | Roleberstraße/Giersbergstraße Karte            | Das Wegekreuz wurde 1914 errichtet und steht heute an der Ecke Roleberstraße und Giersbergstraße. Das Kreuz in Grabdenkmal-Form wurde als Kriegerehrenmal errichtet. | Errichtet zu Ehren des bittern Leiden und Sterben unsers Herrn Jesus Christus von Dorf Roleber 1914                                | 1914               |               |
|                |                               | Roleberstraße 25 Karte                         | Eisernes Wegekreuz, 2002 restauriert durch Werner Wierich, früherer Standort Roleberstraße 47. | |                    |               |
| weitere Bilder |                               | Roleberstraße 5a Karte                         | Das Wegekreuz wurde im 18. Jahrhundert errichtet und steht heute vor dem Haus Roleberstraße 5. | | 18. Jahrhundert    | A 3868        |
| weitere Bilder |                               | Siebengebirgsstraße Ecke Ungartenstraße Karte  | Das Grabkreuz steht heute neben der Trauerhalle des Friedhofs. Es befand sich ursprünglich auf dem Friedhof in Stieldorf. | |                    |               |